# Park Prezydencki w Astanie
Park Prezydencki (kazachski: Президенттік саябақ) – jeden z największych parków miejskich znajdujących się w Astanie. 

## Charakterystyka
Park powstał w 2008 roku. W jego okolicy znajduje się Pałac prezydencki Ak Orda i rzeka Iszym. W parku znajduje się Pałac Pokoju i Pojednania. Większość terytorium parku zajmują drzewa, trawniki i kwietniki. W parku znajduje się także wiele fontann. Od strony północnej park graniczy z ulicą Baitursynov, a od południa z ulicą Najimedenov. Park otoczony jest wielopiętrowymi budynkami mieszkalnymi i wieżowcami. Jest jednym z najpopularniejszych miejsc wypoczynku mieszkańców Astany. W parku znajduje się sztuczny strumień w kształcie Simurga (mitycznego ptaka; jednego z symboli Kazachstanu); głowa ptaka jest skierowana w stronę Pałacu Pokoju i Pojednania. Duża liczba znajdujących się w parku ścieżek przyciąga do niego wielu rowerzystów, biegaczy i rolkarzy.